# Cala d'Or

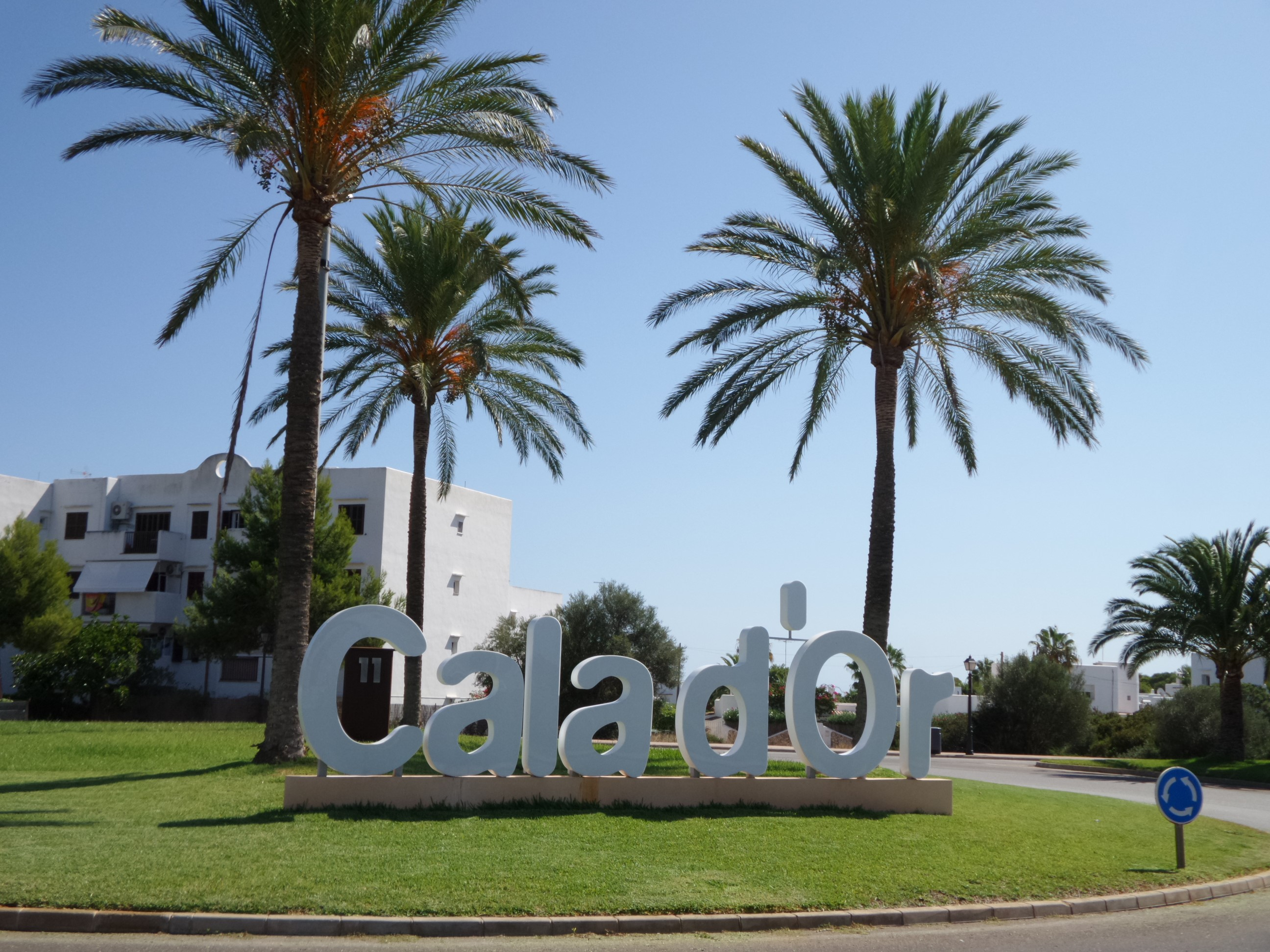
Entrada a Cala d'Or por la carretera de Porto Petro

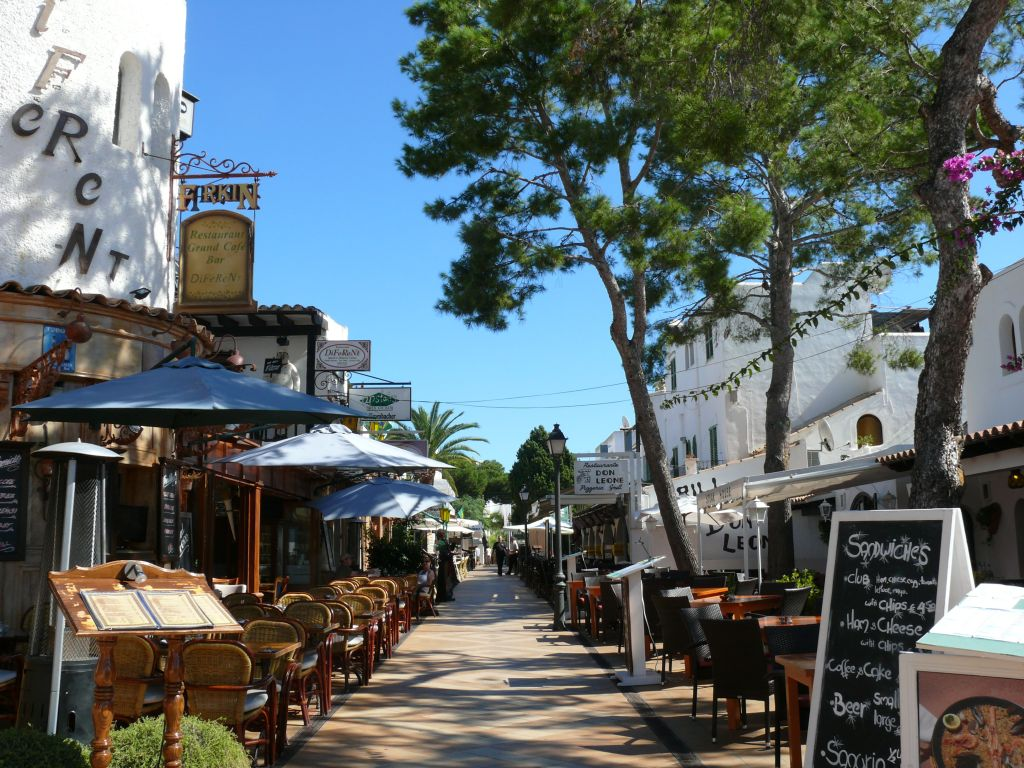
Vista del centro de Cala d'Or

Cala d'Or es una localidad y pedanía española perteneciente al municipio de Santañí, en la parte suroriental de Mallorca, comunidad autónoma de las Islas Baleares. En plena costa mediterránea, anexos a esta localidad se encuentran los núcleos de Cala Ferrera y Cala Serena, y un poco más alejados están Porto Petro, Calonge y s'Horta. Es el mayor núcleo de población y mayor centro turístico del municipio.

## Historia
Antes de su fundación en la primera mitad del siglo XX, la zona que hoy ocupa Cala d'Or se denominaba Ses Puntetes (o Las Puntitas), e incluía las tres calas llamadas cala Llonga, cala Petita y cala Gran. En la primera de ellas existía un pequeño puerto que era utilizado por los vecinos de Calonge para la pesca.
Cala d'Or es una de las urbanizaciones turísticas costeras más antiguas de Mallorca, construida alrededor de 1933 por el promotor ibicenco José "Pep" Costa Ferrer (1876-1971), en cuyo honor está dedicada la principal plaza del pueblo.
Originalmente se denominó a la localidad como Cala d'Hort, por la cala homónima que hay en Ibiza, pero poco después el nombre derivaría en el actual Cala d'Or.
Costa adquirió los terrenos comprendidos entre cala Gran y cala Llonga, los dividió en numerosos solares e invitó en principio a sus amistades para que estableciesen ahí su residencia veraniega. En consecuencia, los primeros habitantes eran personajes típicos para el entorno de un artista y galerista, personajes como Olegario Junyent, escenógrafo del Gran Teatro del Liceo de Barcelona, Ramón Balet, productor de cine, Natacha Rambova, exesposa de Rodolfo Valentino, así como los pintores Anglada Camarasa, Domingo Carles y Sebastián Junyer. A ellos se unieron más tarde otros artistas, entre ellos el novelista Bernhard Kellermann y el arquitecto y pintor belga Médard Verburgh, quien en 1935 inauguró el primer hotel del lugar, llamado "Hotel Cala d'Or", que actualmente es el tercer hotel más antiguo de la isla aún en funcionamiento.
Desde sus inicios se pretendió reproducir una arquitectura paisajística con todas las casas blancas, cubiertas planas, muretes de piedra típica balear, zonas ajardinadas alrededor de las viviendas, etc, a imagen y semejanza de la isla natal del fundador, algo que se sigue conservando hasta la actualidad y que es obligatorio por ordenanza municipal.
Dos siglos antes, en 1730, se construyó El Fortín en la bocana de cala Llonga como guarnición durante la Guerra de Sucesión Española.

## Geografía
Dispone de diversidad de calas abiertas al mar con arena blanca, con entradas angostas y paredes rocosas y ricos fondos marinos.
| Noroeste: Alquería Blanca | Norte: Calonge y s'Horta | Noreste: Cala Ferrera, Cala Serena y Porto Colom |
| Oeste: Porto Petro        | Puntos cardinales        | Este: mar Mediterráneo                           |
| Suroeste: Porto Petro     | Sur: mar Mediterráneo    | Sureste: mar Mediterráneo                        |

### Barrios
El núcleo de Cala d'Or está dividido en tres barrios bien diferenciados:
- El centro de Cala d'Or, situado en la parte central, como su propio nombre indica. Incluye las playas de cala Gran y cala Petita (o cala de Cala d'Or). En él se encuentra la principal zona peatonal y comercial, la unidad básica de salud (o UBS Cala d'Or, que en temporada turística da también servicio de urgencias),[5][6] la zona de la marina de Cala d'Or llamada Port Petit, el colegio público "CEIP Santa María del Mar", el puesto de atención de la Guardia Civil, la iglesia, la oficina de Correos, la biblioteca, el centro cívico, la oficina de turismo, el campo de fútbol, el polideportivo, la escuela infantil y la escuela de música "Adagio".[7] Entre las principales vías destacan la avenida Bienvenidos, calle Tagomago, avenida de Calonge, plaza Costa, el comienzo de la avenida de la Virgen de la Consolación, avenida Fernando Tarragó, calle Ariel y la plaza Ibiza.
- El barrio de Cala Ferrera, situado entre la rambla del Ravell y el propio núcleo de Cala Ferrera, perteneciente ya al municipio de Felanich. Incluye las barriadas de Punta Grossa y El Ravell (o Els Ravells), así como la playa de cala Esmeralda. En él se encuentra la principal zona hotelera y de ocio lúdico, y la sede de la asociación de la tercera edad. Entre las principales vías destacan la calle de s'Espalmador, avenida Punta Grossa, el final de la avenida de la Virgen de la Consolación, avenida Cala Ferrera y la avenida de la Playa de Oro.
- Y el barrio de Cala Egos, situado entre la parte más al sur de la marina —o puerto deportivo— de Cala d'Or, zona denominada Porto Carí, y el comienzo del núcleo de Porto Petro. Incluye las barriadas del Parque de Mar (o Parc de Mar), El Fortín (o es Fortí), Sa Punta d'es Port, y Marina de Cala d'Or, así como las playas de cala Egos y caló d'es Pou. En este barrio se encuentra el monumento de El Fortín, la piscina natural de Cala Egos, las dependencias de la Policía Local de Santañí en Cala d'Or, la piscina municipal "Marcus Cooper Walz",[8] y las pistas de tenis.[9] Entre sus vías destacan la ronda del Puerto, avenida de Ses Roquises, avenida de la Marina y la avenida del Fortín. En los últimos años se ha convertido en la principal zona de expansión urbanística del pueblo.

## Demografía
Según el Instituto Nacional de Estadística de España, en el año 2024 Cala d'Or contaba con 4152 habitantes censados, lo que representa el 32,22% de la población total del municipio.

### Evolución de la población
| Gráfica de evolución demográfica de Cala d'Or entre 2011 y 2021 |
|                                                                 |
| Datos según el nomenclátor publicado por el INE.                |

## Turismo

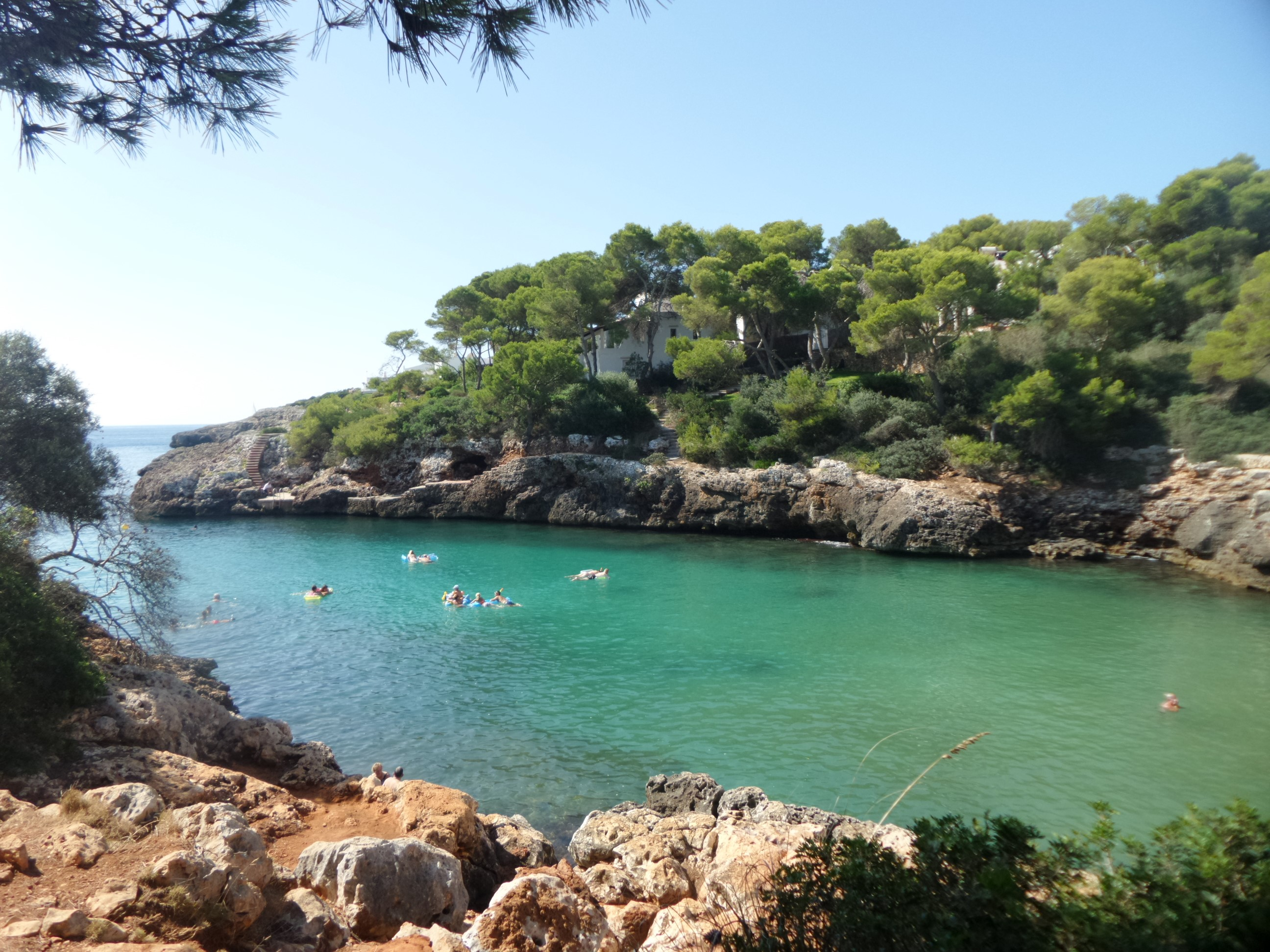
Playa de cala Egos, en Cala d'Or

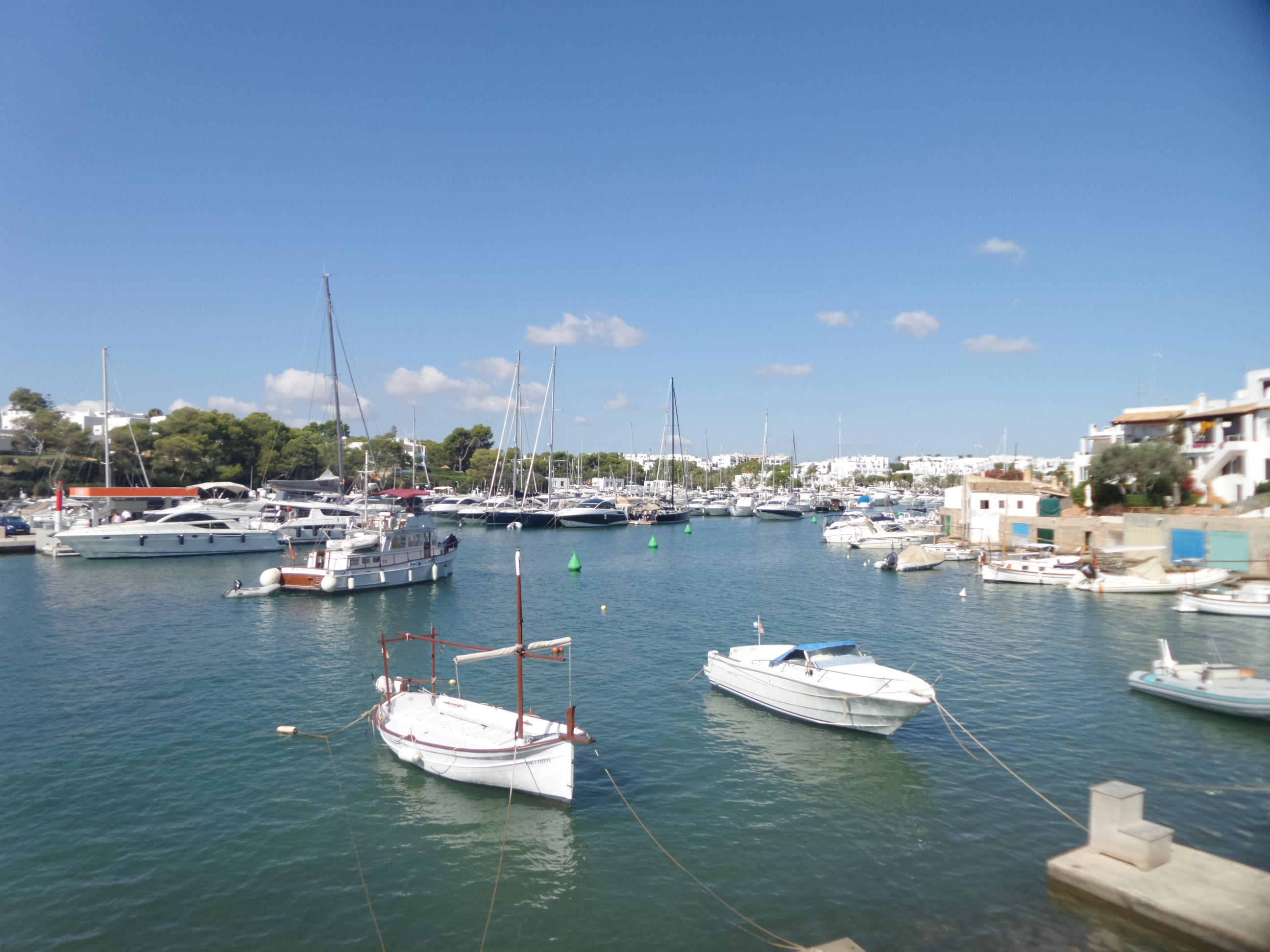
Marina de Cala d'Or

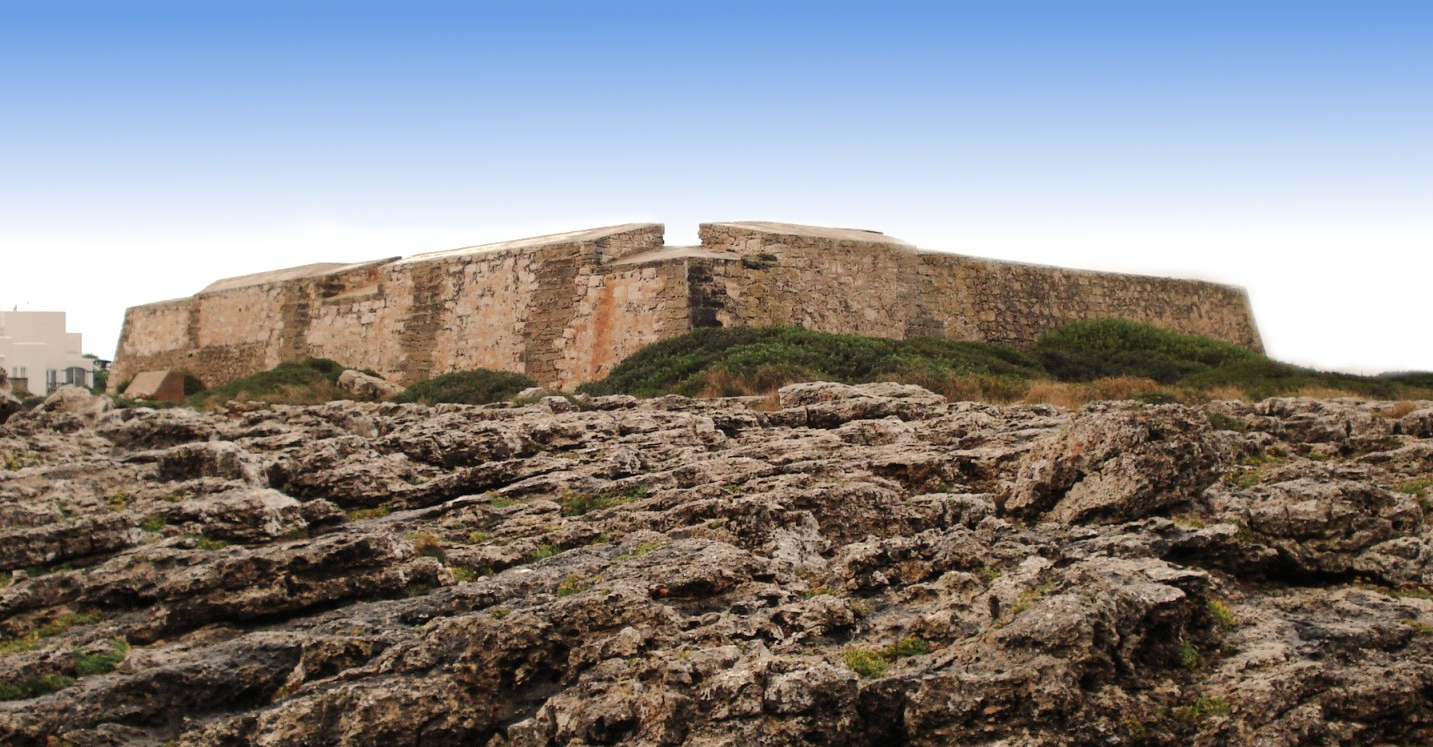
El Fortín de Cala d'Or

Cala d'Or es un destino de turismo familiar y uno de los pueblos más visitados de Mallorca durante los meses de verano. Dos líneas de trenes turísticos —uno de ellos eléctrico que funciona con energía solar, el primero en España— conectan los complejos hoteleros con las playas y el centro de la localidad en temporada alta, de abril a octubre. Entre los lugares destacados se encuentran:
- La Marina de Cala d'Or, puerto deportivo construido en una abertura natural de la costa, en 1969. Se divide en las zonas de Port Petit y Porto Carí, en el espacio que antiguamente ocupaba la cala Llonga, una entrada natural aprovechada para hacer dicho puerto, que fue ampliada en los años 70 perdiendo terreno para el mar. Puede acomodar a unos quinientos barcos de menos de 20 metros de eslora.
- El Fortín (o es Fortí), fortificación que se sitúa en el extremo oriental de la avenida del Fortín, en Cala Egos. Su entrada es libre y gratuita.
- La Iglesia de Santa María del Mar, igualmente de estilo ibicenco, fue consagrada en 1973. Está situada en la plaza de la Higuera. En ella se da misa en castellano y mallorquín, y es utilizada también por una pequeña comunidad anglicana de habla inglesa.
- Cala Petita (o Cala d'Or), es la cala que hay a continuación del puerto y antes de cala Gran. Dadas sus pequeñas dimensiones, normalmente sólo es utilizada por los huéspedes del contiguo Hotel Cala d'Or y lugareños.
- Cala Gran, la playa más importante y accesible del pueblo, y está a continuación de cala Petita.
- Cala Esmeralda, la segunda playa en importancia de Cala d'Or, y la más septentrional de todo el municipio de Santañí. Está muy próxima al límite con el municipio de Felanich por Cala Ferrera.
- Cala Egos, situada en el barrio del mismo nombre. Cerca de esta playa se encuentra una piscina natural de agua salada.
- Calles comerciales peatonales, entre las que destacan la avenida de Bélgica y la calle de Andreu Roig; son calles peatonales llenas de comercios, pubs y restaurantes.

## Comunicaciones

### Carreteras
Las principales vías de comunicación que transcurren por la localidad son:
| Identificador | Denominación           | Itinerario                                |
| ------------- | ---------------------- | ----------------------------------------- |
| Ma-19         | Carretera del Levante  | Palma de Mallorca - Porto Petro/Cala d'Or |
| Ma-4013       | De Calonge a Cala d'Or | Calonge - Cala d'Or                       |

Algunas distancias entre Cala d'Or y otras ciudades:
| Ciudades          | Distancia (km) |
| ----------------- | -------------- |
| Santañí           | 12             |
| Manacor           | 27             |
| Palma de Mallorca | 63             |

## Caladoreños célebres
- Marcus Walz (1994), piragüista olímpico; medalla de oro en los JJ. OO. de Río 2016.
- Brandon Thomas (1995), futbolista; actualmente jugador del Gerona FC en la Segunda División.